# Bình Đường
Bình Đường (chữ Hán giản thể: 平塘县, bính âm: Píngtáng Xiàn, âm Hán Việt: Bình Đường huyện) là một huyện thuộc Châu tự trị dân tộc Bố Y và dân tộc Miêu Kiềm Nam, tỉnh Quý Châu, Cộng hòa Nhân dân Trung Hoa. Huyện này có diện tích 2816 ki-lô-mét vuông, dân số năm 2002 là 300.000 người. Mã số bưu chính của huyện Bình Đường là 558300. Chính quyền huyện Bình Đường đóng ở trấn Bình Hồ. Về mặt hành chính, huyện này được chia thành 9 trấn, 10 hương.
- Trấn: Bình Hồ, Bài Như, Thông Châu, Nha Đan, Đại Đường, Khắc Độ, Đường Biên, Giả Mật, Tứ Trại.
- Hương: Bạch Long, Tân Đường, Dân tọc Mao-nam Khải Bồ, Tây Lương, Khải La, Cốc Động, Chưởng Bố, Thử Trường, Cam Trại và Miêu Nhị Hà.

Kính viễn vọng Five hundred meter Aperture Spherical Telescope tọa lạc ở huyện này.